# 民主黨 (塔吉克斯坦)
民主黨，是成立於1990年8月的塔吉克斯坦政黨，由馬赫莫迪魯茲·伊斯坎達洛夫成立，是塔吉克聯合反對派的成員。在1993年7月至1999年8月被政府查禁。
在簽署塔吉克斯坦內戰的和平協定提供的30％配額下，一些黨員被任命為政府和行政職位。伊斯坎達諾夫自1999年復職以來一直擔任黨主席，從2001年至2003年擔任國家天然氣壟斷企業塔吉克斯。
該黨在2005年2月27日和3月13日舉行的立法選舉中沒有獲得任何席位，但百分比不詳。 該黨抵制2006年塔吉克斯坦總統選舉。2005年4月15日，黨的創始人馬赫莫迪魯茲·伊斯坎達洛夫在科羅廖夫被俄羅斯安全機構非法綁架，後逃回塔吉克斯坦，並被判處23年監禁。此後，馬蘇德·索比洛夫當選為黨的新領導人。